# ФК Нант
ФК Нант (на френски: Football Club de Nantes, Футбол Клюб дьо Нант) е френски футболен отбор от град Нант, който се състезава във френската Лига 1. Отборът е един от най-впечатляващите в историята на френския футбол с 8 шампионски титли и 4 пъти купата на Франция
```
Купи на Франция
. На европейско ниво клуба достигна полуфинали за 
Купата на УЕФА
 през 1979 – 80 и 
Шампионската лига
 в 1995 – 96 година.
```

## Успехи
- Лига 1
  - Шампион (8): 1965, 1966, 1973, 1977, 1980, 1983, 1995, 2001
- Купа на Франция
  - Носител (4): 1979, 1999, 2000, 2022
- Суперкупа на Франция (2): 1999, 2001
- Coppa delle Alpi (1): 1982
- Шампионска лига
  - Полуфинал – 1996 (Ювентус).

Във френското първенство държат рекорда за най-много последователни сезона в Лига 1 – (44).

## Известни бивши футболисти
| - Максим Босис - Ерик Кариер - Беноа Кое - Марсел Десаи - Дидие Дешам | - Кристиан Карембьо - Ги Лакомб - Пол Льо Гуен - Роже Лемер - Патрис Локо - Клод Макелеле | - Анри Мишел - Рейнолд Педрос - Фабиен Бартез - Хорхе Буручага - Хулио Олартикоечеа - Франк Веркаутерен | - Вахид Халиходжич - Ерик Джемба-Джемба - Нуредин Найбет - Виорел Молдован - Роберт Гадоха |

## Бивши треньори
- Мирослав Блажевич